# Матошич, Фране
Фра́не Ма́тошич (хорв. Frane Matošić; 25 ноября 1918, Сплит — 29 октября 2007, там же) — югославский хорватский футболист и тренер. Выступал на позиции форварда за «Хайдук» (Сплит), БСК (ныне ОФК) и «Болонью», тренировал «Хайдук», «Сплит» и сборную Туниса. Лучший бомбардир в истории «Хайдука», забивший за этот клуб 729 голов в 739 играх. Много лет был капитаном этой команды. Выступал за сборную Югославии. Стал в её составе серебряным призёром Олимпийских игр 1948 года. Один из лучших игроков в истории югославского футбола. Младший брат футболиста Йозо Матошича.

## Биография
Родился в Сплите. Воспитанник ФК «Хайдук» из Сплита. Первую игру на взрослом уровне за этот клуб Фране провёл в 16 лет, в мае 1935 года против «Славии» из Сараево, в этом матче он сделал хет-трик, а его команда победила со счётом 10:1 (по другим данным, 14:0). Самым успешным сезоном для него и его клуба до Второй мировой войны стал сезон 1936/37, в котором «Хайдук» занял второе место в чемпионате Югославии. 8 мая 1938 года Матошич дебютировал в сборной Югославии в матче против Румынии (1:0). Сезон 1939/40 Фране провёл в составе белградского ОФК, это было время, когда он проходил службу в армии, по её окончании он вернулся в «Хайдук».
В 1941 году Сплит был оккупирован фашистской Италией, в то время как на большей части территории Хорватии установился профашистский марионеточный режим Анте Павелича; в «Независимом государстве Хорватия» проводилось футбольное первенство, но «Хайдук» в нём не участвовал, так как Сплит не был подконтролен НГХ; предложение вступить в итальянскую лигу команда также отклонила. Таким образом, сплитский клуб некоторое время вообще не играл в официальных соревнованиях. Во многом по этой причине Фране решил принять предложение итальянской «Болоньи», проведя в её составе сезон 1942/43; в том сезоне эта команда заняла 6-е место в Серии A. Вскоре после того, как он покинул «Болонью», Сплит был освобождён, футбол в городе возродился, и Матошич воссоединился с родным клубом. Известен рассказ о том, как Матошич в середине 40-х дважды отклонил предложение маршала Тито о переводе «Хайдука» в Белград и переименовании в «Партизан», после чего команда с таким названием была создана с нуля.
После войны Матошич в составе сплитского клуба трижды выигрывал чемпионат Югославии и ещё несколько раз становился его призёром. В 1948 году Матошич стал серебряным призёром Олимпиады в Лондоне в составе сборной Югославии, впрочем, на поле он так ни разу и не вышел; югославы на том турнире без проблем дошли до финала, в котором не смогли справиться с форвардами шведов Греном и Нордалем. В 1949 году Фране стал лучшим бомбардиром чемпионата Югославии.
Один из самых известных матчей с участием Матошича прошёл 29 октября 1950 года, это была решающая игра чемпионата против «Црвены Звезды» в Сплите. Этот матч считается культовым среди фанатов «Хайдука», также они ведут от него отсчёт истории клубного фан-движения. Матч проходил крайне напряжённо и изобиловал грубостью. На последних минутах, когда счёт был 1:1 (Митич открыл счёт за белградцев, Вукас счёт сравнял), произошла стычка между Фране и Бранко Станковичем: Матошич сфолил на Станковиче, тот ударил его по лицу, и Фране, проведя рукой по лицу и увидев кровь, ударил Бранко так, что тот на несколько минут потерял сознание. Это был один из самых известных инцидентов в истории югославского футбола. Матч в итоге завершился победой «Хайдука»: вскоре после этой драки Брокета забил решающий гол, принёсший «Хайдуку» чемпионский титул впервые за много лет. А Матошич за свой поступок был исключён из Коммунистической партии Югославии.
29 июня 1953 года Фране провёл свой последний матч за югославскую сборную, против Венгрии (на тот момент венгерская «золотая команда» была одной из сильнейших сборных мира), в том матче югославы уступили 2:3, Фране отметился голом, ставшим для него шестым в 16-ти матчах за сборную, сыгранных им за карьеру. В 1955 году Фране Матошич, лидер и капитан «Хайдука», завершил игровую карьеру.
На тренерском поприще Матошич работал со сплитскими клубами «Хайдук» и «Сплит» и со сборной Туниса. В качестве тренера «Хайдука» его наивысшим результатом было 3-е место в чемпионате Югославии 1960/61. В качестве тренера сборной Туниса занял 3-е место на Кубке африканских наций 1962. Также Фране некоторое время занимал посты технического директора и президента «Хайдука».
Скончался 29 октября 2007 года в Сплите. Похоронен на городском кладбище Ловринац. Следующий после его смерти матч с участием «Хайдука» в знак уважения к Матошичу начался с минуты молчания.

## Достижения

### В качестве игрока
«Хайдук»
- Чемпион Югославии (3): 1950, 1952, 1954/55
- Чемпион Хорватской бановины: 1941

Сборная Югославии
- Серебряный призёр Олимпийских игр: 1948

Личные
- Лучший бомбардир чемпионата Югославии: 1949
- Лучший бомбардир в истории «Хайдука»: 211 голов
- Лучший бомбардир «Хайдука» в чемпионате Югославии: 150 голов

### В качестве тренера
- Третий призёр Кубка африканских наций 1962

## Статистика выступлений
| Клуб              | Сезон             | Лига | Лига | Кубки | Кубки | Прочие | Прочие | Итого | Итого |
| Клуб              | Сезон             | Игры | Голы | Игры  | Голы  | Игры   | Голы   | Игры  | Голы  |
| ----------------- | ----------------- | ---- | ---- | ----- | ----- | ------ | ------ | ----- | ----- |
| Хайдук (Сплит)    | 1934/35           | 10   | 5    | -     | -     | 0      | 0      | 10    | 5     |
| Хайдук (Сплит)    | 1935/36           | 5    | 2    | -     | -     | 9      | 11     | 14    | 13    |
| Хайдук (Сплит)    | 1936/37           | 18   | 12   | 4     | 1     | 0      | 0      | 22    | 13    |
| Хайдук (Сплит)    | 1937/38           | 12   | 6    | 2     | 0     | 0      | 0      | 14    | 6     |
| Хайдук (Сплит)    | 1938/39           | 19   | 17   | 4     | 3     | 0      | 0      | 23    | 20    |
| Хайдук (Сплит)    | Итого             | 64   | 42   | 10    | 4     | 9      | 11     | 83    | 57    |
| БСК               | 1939/40           | 14   | 9    | -     | -     | 2      | 1      | 16    | 10    |
| БСК               | Итого             | 14   | 9    | 0     | 0     | 2      | 1      | 16    | 10    |
| Хайдук (Сплит)    | 1940/41           | 8    | 13   | 0     | 0     | 0      | 0      | 8     | 13    |
| Хайдук (Сплит)    | Итого             | 8    | 13   | 0     | 0     | 0      | 0      | 8     | 13    |
| Болонья           | 1942/43           | 28   | 13   | 1     | 0     | 0      | 0      | 29    | 13    |
| Болонья           | Итого             | 28   | 13   | 1     | 0     | 0      | 0      | 29    | 13    |
| Хайдук (Сплит)    | 1945              | 1    | 1    | -     | -     | 0      | 0      | 1     | 1     |
| Хайдук (Сплит)    | 1946              | 14   | 15   | -     | -     | 0      | 0      | 14    | 15    |
| Хайдук (Сплит)    | 1946/47           | 22   | 16   | -     | -     | 0      | 0      | 22    | 16    |
| Хайдук (Сплит)    | 1947/48           | 18   | 14   | 1     | 1     | 0      | 0      | 19    | 15    |
| Хайдук (Сплит)    | 1948/49           | 18   | 16   | 1     | 0     | 0      | 0      | 19    | 16    |
| Хайдук (Сплит)    | 1949              | -    | -    | 3     | 5     | 0      | 0      | 3     | 5     |
| Хайдук (Сплит)    | 1950              | 18   | 6    | 2     | 3     | 0      | 0      | 20    | 9     |
| Хайдук (Сплит)    | 1951              | 19   | 14   | 0     | 0     | 0      | 0      | 19    | 14    |
| Хайдук (Сплит)    | 1952              | 15   | 6    | -     | -     | 0      | 0      | 15    | 6     |
| Хайдук (Сплит)    | 1952/53           | 19   | 11   | 2     | 2     | 0      | 0      | 21    | 13    |
| Хайдук (Сплит)    | 1953/54           | 20   | 11   | 3     | 1     | 0      | 0      | 23    | 12    |
| Хайдук (Сплит)    | 1954/55           | 21   | 8    | 4     | 3     | 0      | 0      | 25    | 11    |
| Хайдук (Сплит)    | 1955/56           | 13   | 6    | 2     | 1     | 2      | 1      | 17    | 8     |
| Хайдук (Сплит)    | Итого             | 198  | 124  | 18    | 16    | 2      | 1      | 218   | 141   |
| Всего за «Хайдук» | Всего за «Хайдук» | 270  | 179  | 28    | 20    | 11     | 12     | 309   | 211   |
| Всего за карьеру  | Всего за карьеру  | 312  | 201  | 29    | 20    | 13     | 13     | 354   | 234   |

## Награды
- Награждён Орденом братства и единства — государственной наградой СФРЮ — за заслуги перед югославским футболом.